# أغنيسي بوساماي
أغنيسي بوساماي (ولدت في 17 يناير 1953 في Lentiai) هي عداءة مسافات متوسطة إيطالية، كانت أعظم إنجازاتها هي الميدالية الفضية العالمية لعام 1985 بالإضافة إلى ثلاث ميداليات ذهبية أوروبية في الأماكن المغلقة. أفضل أوقاتها الشخصية هي 4: 08.84 (1500 متر) و 8: 37.96 (3000 متر). لديها 60 مباراة دولية في منتخب إيطاليا لألعاب القوى من 1977 إلى 1988.